# Prodidomus flavipes
Prodidomus flavipes är en spindelart som beskrevs av Lawrence 1952. Prodidomus flavipes ingår i släktet Prodidomus och familjen Prodidomidae. Inga underarter finns listade i Catalogue of Life.